# Michael Wagner (Politiker, 1960)
Michael Wagner (* 30. Mai 1960 in Speyer) ist ein deutscher Politiker (CDU) und seit dem 2. Mai 2019 Landtagsabgeordneter des Landes Rheinland-Pfalz.

## Leben
Nach dem Abitur und seiner Bundeswehrzeit absolvierte Michael Wagner von 1981 bis 1984 ein Steuerrechtsstudium an der Fachhochschule Edenkoben zum Diplom-Finanzwirt. Nachfolgend war er in verschiedenen Funktionen als Finanzbeamter tätig, zuletzt als Abteilungsleiter in den Finanzämtern Ludwigshafen (2001–2005) und Speyer-Germersheim (2005–2019).
Wagner ist verheiratet und hat zwei Kinder.

## Politik
Wagner ist seit 1988 CDU-Mitglied. Ab 2000 war er Schatzmeister, 2007 wurde er Vorsitzender des CDU-Kreisverbands Speyer.
Seit 2005 gehört Wagner dem Stadtrat von Speyer an.
Michael Wagner wurde am 2. Mai 2019 Abgeordneter des Landtages Rheinland-Pfalz für den Wahlkreis 38 (Speyer sowie die Verbandsgemeinden Römerberg-Dudenhofen und Schifferstadt). Er rückte für den verstorbenen Abgeordneten Reinhard Oelbermann in den Landtag nach. Bei der Landtagswahl 2021 erhielt er das Direktmandat im Wahlkreis Speyer.

## Gesellschaftliches Engagement
Wagner ist Vorsitzender des gemeinnützigen Vereins „Palatina Klassik e. V.“, der die klassische Musik in der Pfalz, der Metropolregion Rhein-Neckar und der Region Saar-Lor-Lux fördert.